# 에브리데이 스포트
에브리데이 스포트(Everyday Sport)는 영국 잉글랜드의 스포트 잉글랜드가 펼치고 있는 스포츠 장려 캠페인이다.

## 배경
독일, 오스트레일리아, 뉴질랜드, 핀란드, 캐나다 등의 국가에서 소셜 마케팅 캠페인을 통해 사람들로 하여금 스포츠를 더 즐겨 하도록 계몽하고 지역사회 스포츠 기반시설을 확충해 나가는 것이, 효과적인 수단으로 밝혀진 바 있어서, 잉글랜드에도 이러한 방식의 캠페인이 도입된 것이었다.

## 역사
2004년 5월, 에브리데이 스포트는 잉글랜드 북동부에서 시범 실시되었다. 2005년 9월에는 다른 잉글랜드 지역으로 전개되었다.

## 런던 2012 로드쇼 2007
2007년에는, 일반인에게 스포츠 활동을 장려하고자, 런던 2012 로드쇼(London 2012 Roadshow 2007)라는 이름의 페스티벌/이벤트를 벌였다. 일례로, 런던 울위치에서 거행된, 한 쇼에서는 Parkour, 펜싱, 태권도, 실내 조정, 휠체어 럭비 등의 종목과 관련한 이벤트가 펼쳐졌다.

## 같이 보기
- 스포트 잉글랜드